# Aloe tormentorii
Aloe tormentorii é uma espécie de liliopsida do gênero Aloe, pertencente à família Asphodelaceae.